# Famille Clavel
La famille Clavel est une famille noble originaire de Cully dans le canton de Vaud.

## Histoire
Jean-Baptiste est coseigneur de Marsens dès 1572. Ses descendants possèdent ce fief jusqu'à la fin du XVIIIe siècle. La famille devait à Berne un cavalier d'hommage pour ce fief,.
La famille possède la seigneurie de Ropraz du XVIIe siècle jusqu'en 1798. Ils l'ont obtenue par le mariage de Jacques-Etienne Clavel avec Esther Sordet.
Plusieurs membres de la famille sont pasteurs.

## Filiation
- Isaac[5]
  - Jacques-Etienne
    - Abraham
      - Wolfgang
        - Frédéric-Gabriel
        - Vincent-Jean-Daniel

      - Jean-Noé

  - Claude

## Armoiries
Les armoiries de la famille sont : de sinople à une clef d'argent, en pal, la barbe à senestre ou de sinople à une clef d'argent, posée en pal.

#### Ouvrages
- Marcel Godet, Henri Türler et Victor Attinger, Dictionnaire historique & biographique de la Suisse, vol. 2, Neuchâtel, Imprimerie Paul Attinger, 1924 (lire en ligne), p. 527
- David Martignier et Aymon de Crousaz, Dictionnaire historique, géographique et statistique de canton de Vaud, Imprimerie L. Corbaz et compagnie, 1867 (lire en ligne), p.124, 297, 588 et 810

#### Articles
- Henri Naef et Laurette Wettstein, « La tour de Marsens », Revue historique vaudoise,‎ 1973, p. 57-87 (lire en ligne)